# Commonwealth Games 2022/Bowls – Para-Doppel (Mixed)
Das Para-Doppel im Mixed im Bowls bei den Commonwealth Games 2022 in der Klasse B2-3 wurde vom 31. Juli bis 5. August 2022 ausgetragen. Im Finale konnte sich Schottland mit 16:9 gegen Wales durchsetzen.

## Format
Die 6 Mannschaften spielten in einer Gruppe, wobei jedes Team einmal gegen jedes andere antrat. Die vier Gruppenbesten qualifizierten sich für das Halbfinale. Von dort an wurde im K.-o.-System die Commonwealth-Sieger ermittelt.

## Teilnehmer
| Nation     | Teilnehmer                     |
| ---------- | ------------------------------ |
| Australien | Jake Fehlberg Helen Boardman   |
| England    | Alison Yearling Chris Turnbull |
| Neuseeland | Sue Curran Gerald Brouwers     |
| Schottland | Robert Barr Melanie Inness     |
| Südafrika  | Hermanus Scholtz Tracy Smith   |
| Wales      | Julie Thomas Gordon Llewellyn  |

## Gruppenphase
| Nation     | Spiele | gew. | unent. | verl. | Pkt. gew. | Pkt verl. | Pkt diff. | Punkte |
| ---------- | ------ | ---- | ------ | ----- | --------- | --------- | --------- | ------ |
| Schottland | 5      | 5    | 0      | 0     | 88        | 42        | +46       | 15     |
| Australien | 5      | 4    | 0      | 1     | 81        | 55        | +26       | 12     |
| Wales      | 5      | 2    | 0      | 3     | 63        | 67        | −4        | 6      |
| England    | 5      | 2    | 0      | 3     | 60        | 67        | −7        | 6      |
| Südafrika  | 5      | 1    | 0      | 4     | 56        | 81        | −25       | 3      |
| Neuseeland | 5      | 1    | 0      | 4     | 55        | 91        | −36       | 3      |

| Nation 1                  | Ergebnis                 | Nation 2                 |
| 31. Juli 2022, 18:00 Uhr  | 31. Juli 2022, 18:00 Uhr | 31. Juli 2022, 18:00 Uhr |
| ------------------------- | ------------------------ | ------------------------ |
| Australien                | 25:90                    | Neuseeland               |
| Südafrika                 | 06:25                    | Schottland               |
| Wales                     | 09:18                    | England                  |
| 1. August 2022, 12:00 Uhr |                          |                          |
| Australien                | 14:11                    | England                  |
| Südafrika                 | 08:15                    | Wales                    |
| Schottland                | 18:11                    | Neuseeland               |
| 1. August 2022, 16:00 Uhr |                          |                          |
| Australien                | 08:10                    | Schottland               |
| Südafrika                 | 08:14                    | England                  |
| Wales                     | 18:80                    | Neuseeland               |
| 2. August 2022, 11:45 Uhr |                          |                          |
| Australien                | 18:13                    | Wales                    |
| Südafrika                 | 22:80                    | Neuseeland               |
| Schottland                | 17:90                    | England                  |
| 3. August 2022, 18:00 Uhr |                          |                          |
| Australien                | 16:12                    | Südafrika                |
| Wales                     | 08:15                    | Schottland               |
| Neuseeland                | 19:80                    | England                  |

## Endrunde

### Halbfinale
| Nation 1                  | Ergebnis                  | Nation 2                  |
| 4. August 2022, 18:00 Uhr | 4. August 2022, 18:00 Uhr | 4. August 2022, 18:00 Uhr |
| ------------------------- | ------------------------- | ------------------------- |
| Schottland                | 21:60                     | England                   |
| Australien                | 10:13                     | Wales                     |

### Spiel um Bronze
| Nation 1                  | Ergebnis                  | Nation 2                  |
| 5. August 2022, 12:00 Uhr | 5. August 2022, 12:00 Uhr | 5. August 2022, 12:00 Uhr |
| ------------------------- | ------------------------- | ------------------------- |
| England                   | 14:11                     | Australien                |

### Finale
| Nation 1                  | Ergebnis                  | Nation 2                  |
| 5. August 2022, 12:00 Uhr | 5. August 2022, 12:00 Uhr | 5. August 2022, 12:00 Uhr |
| ------------------------- | ------------------------- | ------------------------- |
| Schottland                | 16:9                      | Wales                     |